# Rabigus tenuis
Rabigus tenuis är en skalbaggsart som först beskrevs av Fabricius 1793.  Rabigus tenuis ingår i släktet Rabigus, och familjen kortvingar. Arten har ej påträffats i Sverige.